# Octave Homberg (1876-1941)
Pour les articles homonymes, voir Octave Homberg.
Pour les autres membres de la famille, voir Famille Homberg.
Octave Homberg, né le 19 janvier 1876 à Paris et mort à Cannes le 9 juillet 1941, est un diplomate, financier et historien français.

## Biographie
Fils d'Octave Homberg (1844-1907) et de Marie-Thérèse Rendu (1851-1876), petite-fille d'Ambroise Rendu, Octave Homberg est licencié en lettres et en droit, agrégé de philosophie et est reçu le 4 décembre 1899 au concours du Quai d’Orsay. Il est attaché, puis secrétaire d'ambassade successivement à La Haye (Seconde conférence de La Haye), à Munich et à Berlin. Il est ensuite envoyé en mission à Constantinople pour enquêter sur l'ambassadeur Ernest Constans.
Il devient membre des cabinets des ministres des Affaires étrangères successifs (Théophile Delcassé, Maurice Rouvier, Léon Bourgeois, Stephen Pichon).
En 1907, à la suite du décès de son père, il lui succède en tant que secrétaire général et administrateur de la Banque de l'Indochine.
Il réalise le montage de la Compagnie du chemin de fer franco-éthiopien, dont il devient l'administrateur délégué.
Il quitte la Banque de l'Indochine en 1909 pour devenir vice-président et directeur général de la Banque de l'Union parisienne. Il fait nommer son beau-frère par alliance, René Thion de La Chaume, pour prendre sa suite à la Banque de l'Indochine.

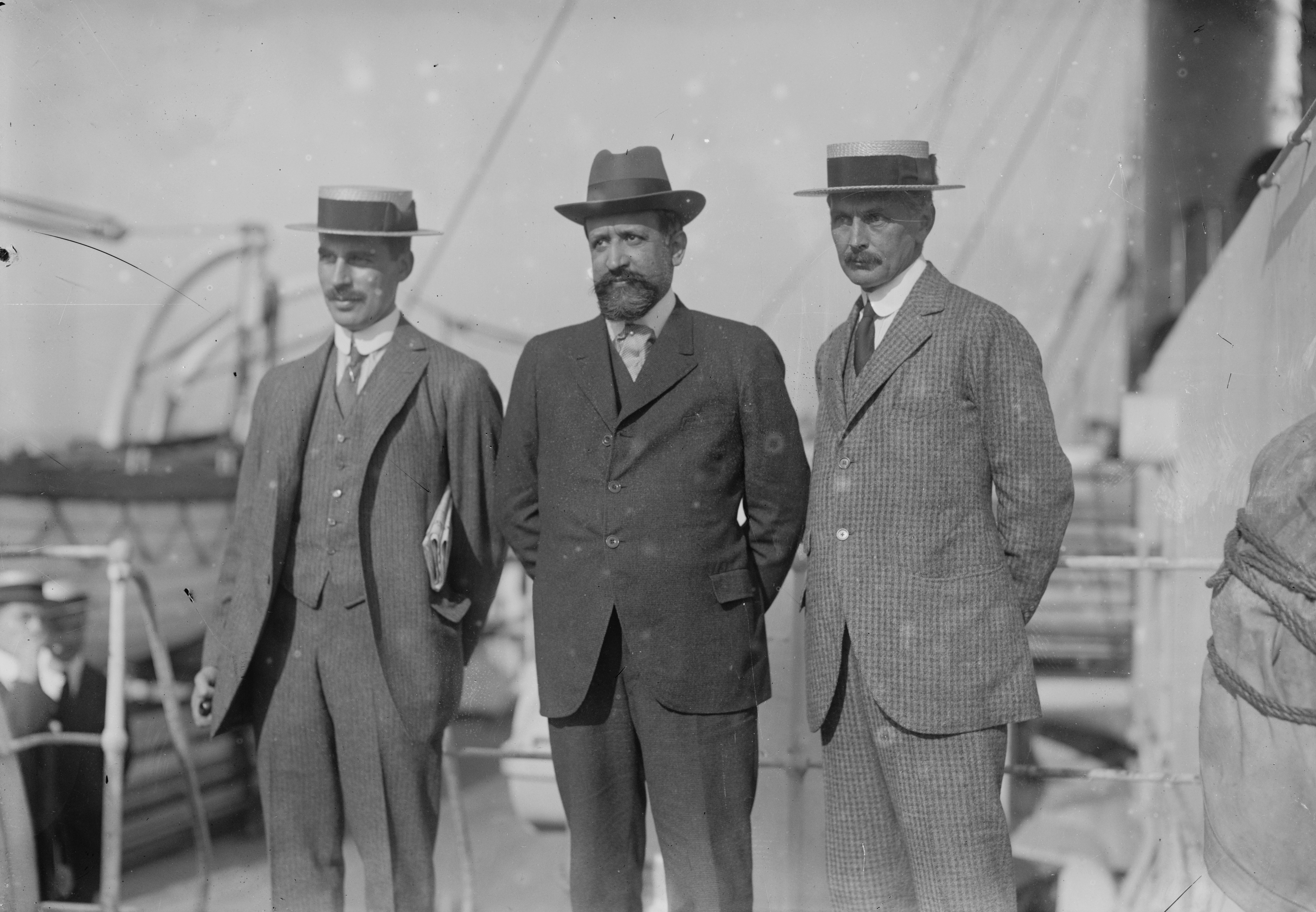
Octave Homberg (au centre) avec Basil Blackett et Ernest Mallet à New York en 1915 pour négocier une aide financière.

Principal collaborateur du ministre des Finances Alexandre Ribot en 1914, Homberg joue un rôle important pendant la guerre en présidant la commission des changes, en dirigeant les accords financiers interalliés et en négociant les emprunts français à Londres et à New York. Aux États-Unis, il mène les négociations du côté français, avec Ernest Mallet. Il reste dans la ville américain afin de mettre en place l'Agence financière du gouvernement français aux États-Unis, ayant pour objectif de rationaliser les achats de marchandises et de faciliter l'octroi de crédits en devises aux ressortissants français.
Il réintègre le conseil d'administration de la Banque de l'Indochine après la guerre et créé la Société financière française et coloniale (SFFC) en 1920, puis, avec le soutien de la Banque de l'Indochine, le Crédit foncier de l'Indochine en 1923 (dont il prend la vice-présidence). Homme influent des colonies et du lobby colonial, à la tête d'un important empire financier, il dirige  le journal La Dépêche coloniale et maritime, dont il confie les éditoriaux à Edmond Giscard d'Estaing jusqu'en février 1931. Ses succès lui valurent le surnom de Midas des Colonies. Il devient membre de l'Académie des sciences d'outre-mer à partir de 1927.
Il est cependant contesté à la tête de la Société financière française et coloniale (SFFC), qu'il doit abandonner peu avant la grande Exposition coloniale internationale qui a lieu  à Paris du 6 mai au 15 novembre 1931, à la porte Dorée et sur le site du bois de Vincennes. Mais si le contrôle de la SFFC lui échappe alors, « elle ne quitte pas totalement le giron de la famille Homberg »: son beau-frère René Thion de La Chaume est en effet à la tête de la Banque de l'Indochine, qui contrôle alors la SFFC.
Homberg était entre autres également président de la Compagnie des eaux et de l'électricité de l'Indochine, de la Société indochinoise d'électricité, de la Société franco-serbe d'Entreprises industrielles et de Travaux publics, de la Banque de l'Union de Moscou, du Crédit foncier égyptien, du Crédit foncier argentin, de la Société des caoutchoucs de l'Indochine, de la Société de Chalandage et de Remorquage de l'Indochine, de la Compagnie centrale d'énergie électrique, vice-président de la Banque franco-serbe, administrateur de la Compagnie générale du Maroc, de la Société franco-belge de matériel de chemins de fer, du Crédit foncier d'Extrême-Orient, de la Société française d'entreprises de dragages et de travaux publics, de la Société centrale pour l'industrie électrique.

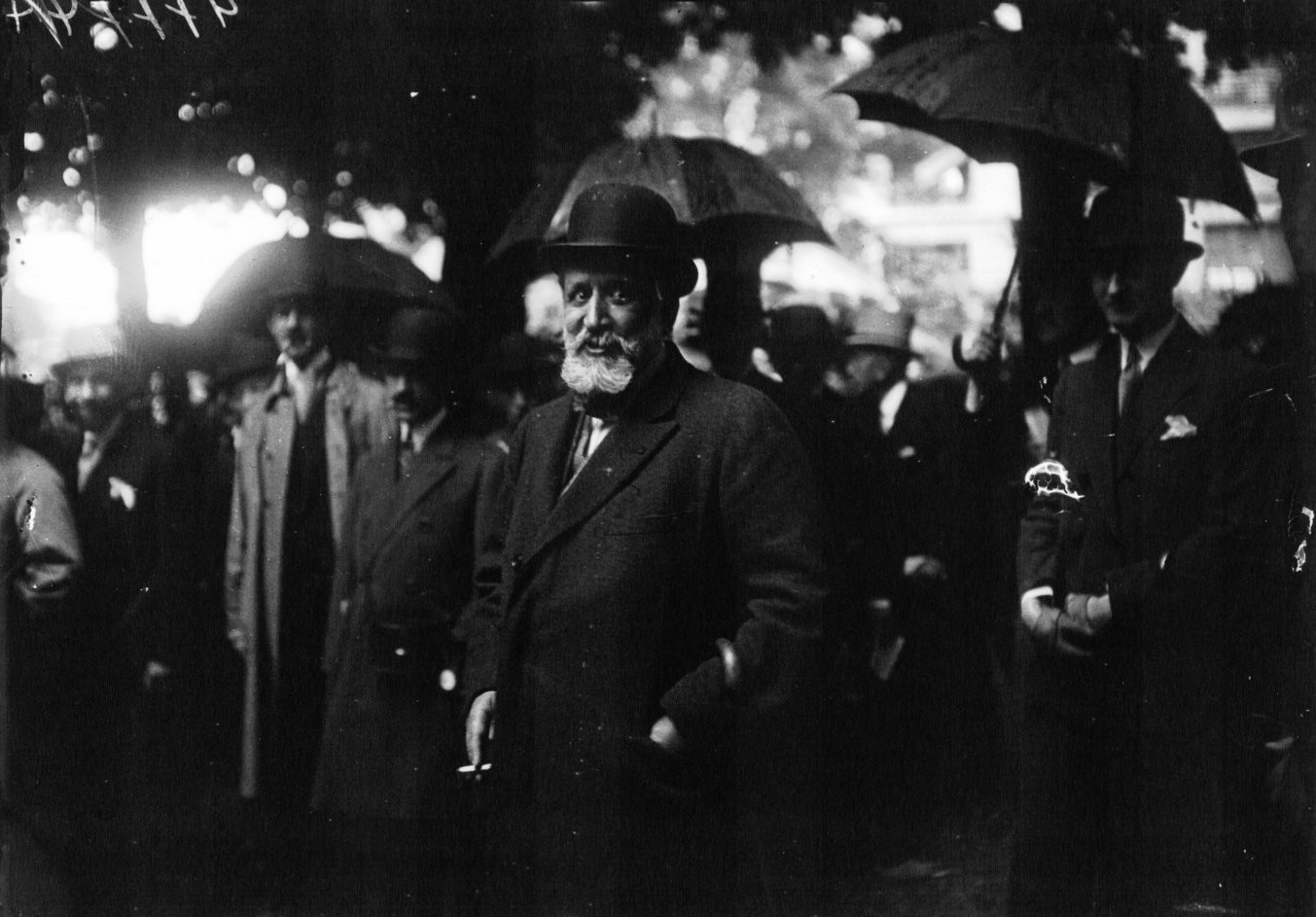
Octave Homberg, propriétaire de Sazeau, au prix des onagres à l'hippodrome d'Auteuil.

Retiré dans sa villa de Cannes, il échoue au second tour des élections législatives de 1928 comme candidat de la droite, avec 4 691 voix contre 6 331 pour André Capron.
Octave fut un grand collectionneur et publia de nombreux ouvrages.
Il fut fait commandeur de la Légion d'honneur.
Le 9 février 1903, il a épousé en premières noces, à Paris, Louise Mahot de La Quérantonnais (1880-1907), fille d'un important notaire parisien, arrière petite-fille de Jean-François Mocquard et belle-sœur de René Thion de La Chaume. Veuf, il a épousé en secondes noces, le 5 juin 1909, Jeanne Bourdeau (1884-1946), fille de Jean Bourdeau et présidente-fondatrice de la Société des Études mozartiennes.

## Publications
- « La carrière militaire du chevalier d'Eon: d'après des documents inédits », 1900
- « Un aventurier au XVIIIe siècle, le chevalier d'Eon (1728-1810), d'après des documents inédits », 1904 (avec Fernand Jousselin)
- « La femme du Grand Condé, Claire-Clémence de Maillé-Brézé, princesse de Condé », 1905 (avec Fernand Jousselin)
- « D'Eon de Beaumont. his life and times; compiled chiefly from un », 1911
- « Ce qui se passe et ce qui se prépare en Chine », 1925
- « Le financier dans la cité », 1926
- « La grande injustice (la question des dettes interalliées) », 1926
- « La stabilisation: le problème dans son essence et son opportunité », 1926 (avec Charles Rist)
- « Politique et Finances », 1926
- « Peut-on ratifier les accords sur les dettes interalliées ? », 1926
- « La France des cinq parties du monde », 1927, prix Hélène Porgès de l'Académie française en 1928
- « Exposé sur la situation du marché du caoutchouc », 1927
- « L'illusoire richesse », 1927
- « Le Sahara d'hier et de demain. La caravane aux éperons verts: mission Alger-Niger », 1927
- « Quelle doit être la politique indigène de la France dans ses diverses colonies ? », 1927
- « Les finances publiques de la France », 1927
- « L'école des colonies », 1929
- « L'impérialisme américain », 1929
- « Le Marché mondial du caoutchouc », 1929
- « Haras de Saint-Martin-du-Chêne », 1929
- « L'envers du décor : la crise des produits coloniaux », 1930
- « S.O.S: Essai de synthèse et d'exploitation de la Crise », 1932
- « Avignon, ville papale », 1938 (Edition Honoré Champion, Paris)
- « La Galerie des glaces », 1935 (Prix d'Académie - 1936)[5]
- « Rome d'autrefois, d'aujourd'hui et de toujours », 1935
- « L'Eau romaine », 1936 (illustrations d'Albert Decaris)
- « Une relique de Sainte-Hélène: César et Napoléon », 1936
- « Les Coulisses de l'histoire: souvenirs, 1898-1928 », 1938
- « L'Afrique Occidentale »
- « Un moyen pratique de résoudre le problème financier »
- « La Sicile: l'ile des dieux »

## Distinctions
- Commandeur de la Légion d'honneur